# حديقة القدس للتكنولوجيا
حديقة القدس للتكنولوجيا هي منطقة صناعية تقع في حي المالحة في جنوب غرب مدينة القدس. 70% من المستأجرين هم شركات تعمل في قطاع التقنية العالية وال30% الأخرى في مجال الخدمات والإعلام.